# The Goddess' Chants
The Goddess' Chants  è il quarto album della band rock celtica Materdea in versione acustica. I testi e le musiche sono di Simon Papa e di Marco Strega, quest'ultimo si è occupato di tutti gli arrangiamenti. L'album è stato pubblicato con l'etichetta Midsummer's Eve di Torino, di proprietà dei due fondatori della band.

## Tracce
1. An Unexpected Guest - 5:20
2. The Green Man - 5:28
3. The Enchanted Oak - 2:47
4. Fairy of the Moor - 4:50
5. Satyricon - 5:23
6. The Silvery Leaf - 4:43
7. Merlin and the Unicorn - 4:03
8. Land of Wonder - 4:41
9. Mater Dea - 4:38
10. Children of the Gods - 5:14
11. Below the Mists, Above the Brambles - 5:49

## Formazione
- Marco Strega - chitarre acustiche, chitarre classiche, bouzuki, voce, programmazione, tastiere
- Simon Papa - voci e percussioni
- Morgan De Virgilis - basso
- Camilla D'Onofrio - violino
- Chiara Manueddu - violoncello
- Carlos Cantatore - percussioni